# Przeczenie
Przeczenie – luźna partykuła występująca również w postaci afiksu, która dodana do wypowiedzi lub wyrazu zaprzecza jego treści (negacja zdaniowa i wyrazowa) lub sama stanowi wypowiedź przeczącą (negacja absolutna np. nie).